# Estação Ferroviária de Mondim de Basto
A Estação Ferroviária de Mondim de Basto foi uma gare da Linha do Tâmega, que servia a localidade de Mondim de Basto, no distrito de Vila Real, em Portugal.

## História

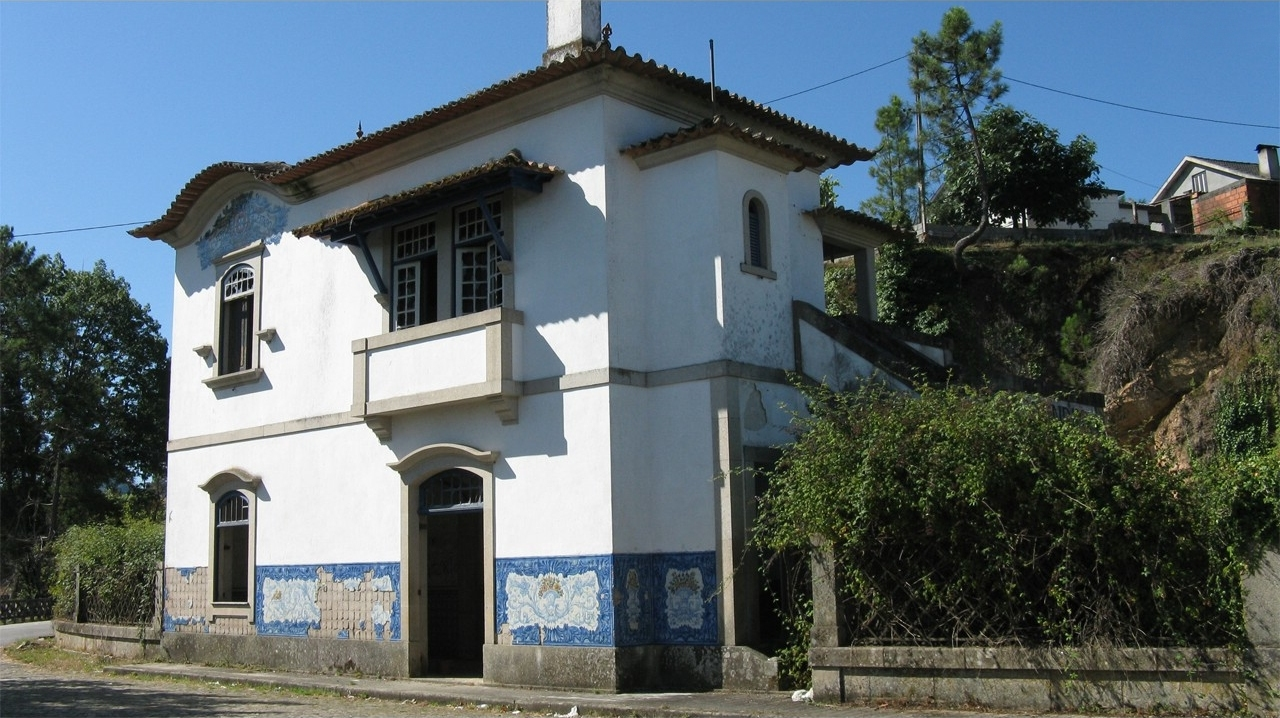
Antigo edifício da Estação de Mondim de Basto, visto do lado da rua, em 2008

Esta interface fazia parte do troço entre Celorico de Basto e Arco de Baúlhe, que foi inaugurado em 15 de Janeiro de 1949, pela Companhia dos Caminhos de Ferro Portugueses.
Devido ao reduzido movimento, o lanço entre Arco de Baúlhe e Amarante foi encerrado ao serviço em 2 de Janeiro de 1990, como parte de um plano de reestruturação da empresa Caminhos de Ferro Portugueses.